# バーニー・ケッセル
バーニー・ケッセル（Barney Kessel、1923年10月17日 - 2004年5月17日）は、アメリカ合衆国出身の白人ジャズ・ギタリスト。

## 来歴
1923年、アメリカ合衆国オクラホマ州マスコギー生まれ。
1945年、ロサンゼルスに居を構え、スタジオ・ミュージシャンとして活動。その間チャーリー・パーカーの録音に参加するなど次第に注目を集める。
1952年から翌年にかけて、オスカー・ピーターソン・コンボに参加する。1953年から1961年まで、コンテンポラリー・レコードに多数の吹き込みを行い、1970年代以降はハーブ・エリス、チャーリー・バードとグレイト・ギターズを結成してレコーディングやツアーで活動した。
1992年に脳卒中で倒れてからは健康に恵まれず、2001年に脳腫瘍が発覚するも手術が不可能な状態であった。2004年サンディエゴで80歳の生涯を閉じる。

## プレイスタイル
チャーリー・クリスチャンの流れを汲み、流麗なビ・バップフレーズを縦横無尽に弾きこなす一方、豪放磊落なブルースフィーリングも特徴とする。
和音でギターソロをとる、いわゆるブロック・コードの第一人者としても著名。

## その他
独学だが、チャーリー・バーネットやアーティ・ショウなどに認められ、数々のビッグ・バンドで演奏をしていた。
一般的には、20世紀の最も偉大なジャズ・ギタリストの一人であると考えられ、多くの著名なジャズ・グループのメンバーとしてだけでなく、スタジオ、映画、テレビのレコーディングセッションのために最初に指名される、いわゆる”ファースト・コール”のギタリストだった。
1966年には、ザ・ビーチ・ボーイズのアルバム『ペット・サウンズ』のレコーディングに参加している。
チャーリー・クリスチャンの影響を大きく受け、ブルージーではあるが、西海岸を中心に活動していたということもあり、都会的で軽やかで、編曲重視の演奏が多くある。

## ディスコグラフィ

### リーダー・アルバム
- Swing Guitars (1955年、Verve) ※1952年録音
- Barney Kessel (1954年、Contemporary) ※1953年録音
- Barney Kessel Volume 2 (1954年、Contemporary)
- 『イージー・ライク』 - Barney Kessel Volume 1: Easy Like (1956年、Contemporary) ※『Barney Kessel』の4曲追加再リリース
- 『ケッセル・プレイズ・スタンダーズ』 - Barney Kessel, Vol. 2: Kessel Plays Standards (1956年、Contemporary) ※『Barney Kessel Volume 2』の4曲追加再リリース
- 『トゥ・スウィング・オア・ノット』 - Barney Kessel, Vol. 3: To Swing or Not to Swing (1955年、Contemporary)
- 『ミュージック・トゥ・リスン・トゥ・バーニー・ケッセル・バイ』 - Music to Listen to Barney Kessel By (1956年、Contemporary)
- 『ザ・ポール・ウィナーズ』 - The Poll Winners (1957年、Contemporary) ※with シェリー・マン、レイ・ブラウン
- 『ザ・ポール・ウィナーズ・ライド・アゲイン!』 - The Poll Winners Ride Again! (1958年、Contemporary) ※with シェリー・マン、レイ・ブラウン
- 『ケッセル・プレイズ・カルメン』 - Modern Jazz Performances from Bizet's Opera "Carmen" (1958年、Contemporary)
- 『お熱いのがお好き』 - Modern Jazz Performances of Songs Featured in the Motion Picture "Some Like It Hot" (1959年、Contemporary)
- 『ポール・ウィナーズ・スリー!』 - Poll Winners Three! (1959年、Contemporary) ※with シェリー・マン、レイ・ブラウン
- The Poll Winners: 『エクスプローリング・ザ・シーン』 - Exploring the Scene! (1960年、Contemporary) ※with シェリー・マン、レイ・ブラウン
- Workin' Out! with the Barney Kessel Quartet (1961年、Contemporary)
- 『レッツ・クック』 - Let's Cook! (1962年、Contemporary) ※1957年録音
- Barney Kessel & Harold Land: 『バーニー・ケッセルとウエスト・コースト・オールスターズ』 - El Tigre (1962年、Charlie Parker Records)
- Barney Kessel & His Men: 『ティファニーで朝食を』 - Music from Breakfast at Tiffany's (1962年、Reprise)
- Barney Kessel Plus Big Band: 『ボサ・ノヴァ』 - Bossa Nova (1962年、Reprise)
- Barney Kessel's Swingin' Party At Contemporary (1963年、Contemporary]) ※1960年録音
- 『コンテンポラリー・ラテン・リズムス』 - Kessel/Jazz: Contemporary Latin Rhythms! (1963年、Reprise)
- 『オン・ファイアー』 - The Fantastic Guitar of Barney Kessel: On Fire [AKA Slow Burn] (1965年、Emerald)
- 『ベルリン・フェスティヴァル・ギター・ワークショップ』 - Guitar Workshop (1967年、Saba/MPS) ※バーデン・パウエル、ジム・ホール、バディ・ガイ、エルマー・スノウデンとのオムニバス
- 『ヘアー・イズ・ビューティフル』 - Hair is Beautiful [AKA Aquarius: The Music From Hair] (1968年、Atlantic)
- What's New...Barney Kessel? (1969年、Mercury [France])
- Reflections in Rome [AKA Barney Kessel] (1969年、RCA Victor [Italy])
- 『ケッセルズ・キット』 - Kessel's Kit (1969年、RCA Victor [Italy])
- 『フィーリング・フリー』 - Feeling Free (1969年、Contemporary) ※with ボビー・ハッチャーソン

- Guitarra: It's Modern It Swings It's Vibrant (1970年、RCA Camden) ※『ケッセルズ・キット』の再リリース
- 『スインギン・イージー』 - Swinging Easy! [AKA 『枯葉』 - Autumn Leaves] (1971年、Black Lion) ※1968年録音
- I Remember Django [AKA Stephane Grappelli Meets Barney Kessel] (1971年、Black Lion) ※1969年録音
- 『ライムハウス・ブルース』 - Limehouse Blues [AKA Tea For Two] (1972年、Black Lion) ※1969年録音。with ステファン・グラッペリ
- 『サマータイム・イン・モントルー』 - Summertime In Montreux [AKA Yesterday] (1973年、Black Lion)
- Blue Soul (1975年、Black Lion) ※1968–1969年録音
- 『トゥー・ウェイ・カンバセーション』 - Two Way Conversation (1974年、Sonet) ※1973年録音。with レッド・ミッチェル
- 『ジャスト・フレンズ』 - Just Friends (1975年、Sonet) ※1973年ライブ録音。旧邦題『ソネット・デイズ』
- The Poll Winners: 『ストレート・アヘッド』 - Straight Ahead (1975年、Contemporary) ※with シェリー・マン、レイ・ブラウン
- 『グレート・ギターズ』 - Great Guitars (1975年、Concord Jazz) ※ライブ。with チャーリー・バード、ハーブ・エリス
- 『バーニー・プレイズ・ケッセル』 - Barney Plays Kessel [AKA Barney Kessel & Friends] (1975年、Concord Jazz)
- 『グレート・ギターII』 - Great Guitars II (1976年、Concord Jazz) ※with チャーリー・バード、ハーブ・エリス
- 『バイ・マイセルフ』 - By Myself (1977年、Victor [Japan])
- 『ライヴ・アット・サムタイム』 - Live at Sometime (1977年、Trio [Japan]) ※旧邦題『星影のステラ』
- Soaring (1977年、Concord Jazz)
- 『プア・バタフライ』 - Poor Butterfly (1977年、Concord Jazz) ※with ハーブ・エリス
- Great Guitars: 『ストレート・トラックス』 - Straight Tracks (1978年、Concord Jazz) ※with チャーリー・バード、ハーブ・エリス
- 『アット・ザ・ワイナリー』 - Great Guitars At The Winery (1980年、Concord Jazz) ※with チャーリー・バード、ハーブ・エリス
- Jellybeans (1981年、Concord Jazz)
- Great Guitars At Charlie's Georgetown (1983年、Concord Jazz) ※with チャーリー・バード、ハーブ・エリス
- Solo (1983年、Concord Jazz)
- The Artistry of Barney Kessel (1986年、Contemporary) ※1953–1969年録音音源のコンピレーション
- Spontaneous Combustion (1987年、Contemporary) ※with モンティ・アレキサンダー・トリオ
- 『レッド・ホット・アンド・ブルース』 - Red Hot and Blues (1988年、Contemporary) ※with ボビー・ハッチャーソン、ケニー・バロン
- 『イッツ・ア・ブルー・ワールド』 - It's a Blue World (1990年、Jazz Hour) ※1968–1969年、1973年録音音源のコンピレーション
- The Concord Jazz Heritage Series: Barney Kessel (1998年、Concord Jazz) ※コンピレーション
- Salute to Charlie Christian (2002年、Past Perfect) ※1952–1954年録音音源のコンピレーション
- Plays for Lovers (2003年、Contemporary) ※1953–1988年録音音源のコンピレーション
- 『ミリタリー・スイング』 - Military Swing (2006年、PJL/Jazzbank [Japan]) ※1958–1961年録音
- Live in Los Angeles at P.J.'s Club (2006年、Gambit) ※『オン・ファイアー』の再発
- Blues for a Playboy (2007年、FiveFour) ※1952–1956年録音音源のコンピレーション
- Live at The Jazz Mill 1954 (2016年、Modern Harmonic/Sundazed) ※with the "Jazz Millers" trio
- Live at The Jazz Mill 1954, Vol. 2 (2018年、Modern Harmonic/Sundazed) ※with the "Jazz Millers" trio